# スタディオ・ルイジ・フェッラーリス
スタディオ・コムナーレ・ルイジ・フェッラーリス（Stadio Comunale Luigi Ferraris）は、イタリア・ジェノヴァにある多目的スタジアム。現在は、地元サッカークラブのジェノアCFCとUCサンプドリアのホームスタジアムであるほか、ラグビーイタリア代表が使用することもある。収容人数は36,536。

## 概要

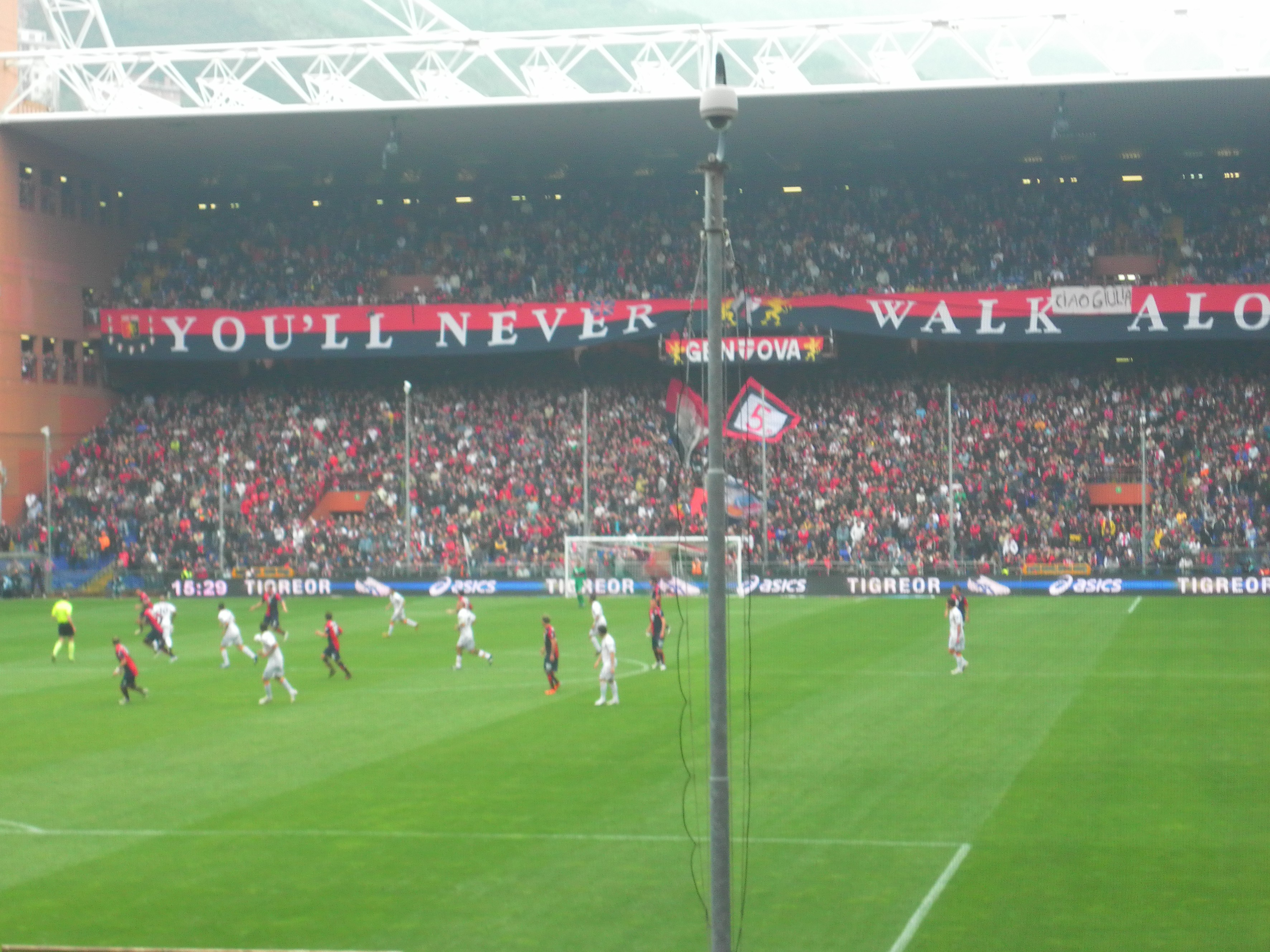
ジェノア対レッチェ（2011年）

スタジアムで行なわれた最初の試合は1911年1月22日のジェノア対インテル戦。当時の収容人数は20,000人だった。開場時のスタディオ・マラッシという名称は、現在も愛称として使われている。マラッシとはジェノヴァの地区の名前である。
その後、第1次世界大戦で戦死したジェノアの元主将ルイジ・フェッラーリスを称えて、1933年にスタディオ・ルイジ・フェッラーリスへ改名された。
FIFAワールドカップ1934年大会では1試合、1990年大会では4試合の試合会場になった。
最多観客動員記録は1949年2月27日のイタリア代表対ポルトガル代表の60,000人である。